# Sasano (eunuco)
Sasano (em latim: Sasanus; em persa médio: s's'n; romaniz.: Sāsān; em parta: s'sn; romaniz.: Sāsān; em grego clássico: Σασαν(ες); romaniz.: Sasan(es)) foi oficial sassânida do século III, ativo no reinado do xá Sapor I (r. 240–270). É conhecido só a partir da inscrição Feitos do Divino Sapor segundo a qual era eunuco. Aparece numa lista de dignitários da corte e está classificado na quinquagésima sétima posição dentre os 67 dignitários.